# Jean Joseph Bégel
Jean Joseph Bégel, né le 4 avril 1817 à Uriménil (Vosges et mort le 23 avril 1884 à New Bedford aux États-Unis, est un prêtre français, fondateur de la Congrégation des sœurs de l' Humilité de Marie. Il meurt à New Bedford dans le Massachusetts (États-Unis) le 23 avril 1884.

## Formation et ministère dans les Vosges
Jean Joseph Bégel est le fils de Jean Joseph Bégel et de Marie-Anne Haillant d'Uriménil. Il étudie dans les petits séminaires de Senaide, Châtel-sur-Moselle puis au grand séminaire de Saint-Dié.
Il est ordonné prêtre le 18 décembre 1841 à la cathédrale de Saint-Dié par Mgr de Jerphanion.
Il est nommé vicaire à l'église Saint-Maurice d'Épinal pendant 5 ans où il s'occupe plus spécialement de la vie de la prison et du collège des sœurs. Il est ensuite nommé vicaire à Charmes en 1846.

## Ministère dans le diocèse de Nancy et fondation de la congrégation
Tout en restant incardiné au diocèse de Saint-Dié, il demande à Mgr Menjaud, évêque de Nancy d'être nommé dans une paroisse démunie de son diocèse. Il obtient le 1er juillet 1847 la cure de Laître-sous-Amance avec l'annexe de Dommartin-sous-Amance.
En 1854, il fonde la Congrégation des Sœurs de la Sainte Humilité de Marie alors qu'il est curé de Laître-sous-Amance : il ouvre à Dommartin une école dont l'enseignement est assuré par 3 femmes. Celles-ci, demandant une règle de vie, se voient recommander par l'abbé Bégel le manuel de la congrégation de la Sainte-Vierge. Une règle particulière est rédigée peu après par l'abbé Bégel. Elle est approuvée par l'évêque le 29 août 1858 qui recommande de nommer la nouvelle congrégation "filles ou sœurs de la Sainte Humilité de Marie". La communauté s'établit à Laître-sous-Amance, Agincourt, Blanzey, Épinal, Uriménil, Mazeley, Charmes.
Par ailleurs, l'abbé Bégel est reçu membre correspondant de la Société d'émulation du département des Vosges en 1862 en tant que supérieur du couvent de Dommartin-sous-Amance et devient aussi membre de la Société d'Archéologie de Lorraine.

## Exil aux États-Unis et développement de la congrégation
En 1864, s'opposant à la politique de Napoléon III, il refuse de sonner les cloches annonçant la victoire des armées françaises dans la guerre contre l'empire d'Autriche.
Menacé de déportation vers la Nouvelle-Calédonie, il s'exile vers les États-Unis en compagnie de 11 sœurs (dont sa nièce) et de 4 orphelines. Il installe la maison-mère de sa congrégation à Cleveland en Pennsylvanie.
En plus de sa tâche auprès des religieuses, il est chargé par les évêques de Cleveland et de Pittsbourg de desservir les catholiques des villages environnant le couvent qui est sur la limite des deux diocèses. Il est donc considéré comme le fondateur des paroisses actuelles de Lowellville, Struthers et New Bedford dont il a bâti les premières églises.